# Катвил
Катвил (фр. Catteville) насеље је и општина у северној Француској у региону Доња Нормандија, у департману Манш која припада префектури Шербур-Октевил.
По подацима из 2011. године у општини је живело 112 становника, а густина насељености је износила 24,51 становника/km². Општина се простире на површини од 4,57 km². Налази се на средњој надморској висини од 30 метара.

## Демографија
| 1962. | 1968. | 1975. | 1982. | 1990. | 1999. | 2011. |
| ----- | ----- | ----- | ----- | ----- | ----- | ----- |
| 86    | 106   | 101   | 112   | 106   | 105   | 112   |

График промене броја становника у току последњих година